# Kurt Hahn (Offizier)
Kurt Hahn (* 22. Juli 1901 in Januschkau (Landkreis Osterode in Ostpreußen); † 4. September 1944 in Berlin-Plötzensee) war ein deutscher Oberst im Generalstab und Widerstandskämpfer des 20. Juli 1944.

## Leben
1922 trat Hahn in eine Kavallerieeinheit der Reichswehr in Königsberg ein und war Anfang November 1923 am Hitlerputsch in München beteiligt. Er wurde 1934 in die Nachrichtenabteilung des Oberkommandos der Wehrmacht versetzt. Ab 1935 war er als Ausbilder für Funk- und Fernmeldetechnik an der neuen Heeresnachrichtenschule in Halle-Dölau eingesetzt. 1937 folgte seine Abkommandierung nach Berlin zur Inspektion der Nachrichtentruppen. Im Zweiten Weltkrieg war Hahn an der Ostfront im Einsatz, ehe er 1943 als Oberst im Generalstab Stabschef bei dem Chef des Heeresnachrichtenwesens und Chef der Wehrmachtnachrichtenverbindungen im OKW, dem damaligen General der Nachrichtentruppe Erich Fellgiebel, wurde.
Hahn hatte ein gutes persönliches Verhältnis zu Fellgiebel und wurde von diesem in die Umsturzpläne gegen Adolf Hitler eingeweiht. Am 20. Juli 1944 war er im Oberkommando des Heeres im Lager Mauerwald (Landkreis Rastenburg) und versuchte das Führerhauptquartier nachrichtenmäßig abzusperren, was jedoch nicht vollständig gelang. Insbesondere die Fernmeldeverbindungen der SS blieben intakt.
Am 12. August folgte die Verhaftung Hahns durch die Gestapo und am 4. September 1944 fand die Verhandlung vor dem Volksgerichtshof unter dessen Präsidenten Roland Freisler statt. Am selben Tage wurde Kurt Hahn zum Tode verurteilt und in Plötzensee erhängt.
Hahn war verheiratet. Seine Frau Melanie erfuhr erst drei Wochen nach der Hinrichtung vom Todesurteil gegen ihren Mann und gehörte im Jahr 2010 zu den letzten noch lebenden Personen, die persönlichen Kontakt zur Stauffenberg-Gruppe hatten. Sie wurde 104 Jahre alt.